# الطواف العالمي لكرة المضرب النسائية برعاية الاتحاد الدولي لكرة المضرب

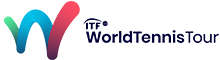
شعار الجولة

الطواف العالمي لكرة المضرب النسائية برعاية الاتحاد الدولي لكرة المضرب، المعروفة سابقًا باسم الطواف النسائي للاتحاد الدولي لكرة المضرب، هي سلسلة من بطولات كرة المضرب الاحترافية التي ينظمها الاتحاد الدولي لكرة المضرب للاعبات التنس المحترفات.

## التاريخ
يعمل كدائرة تطويرية لجولة WTA، والتي تديرها رابطة محترفات التنس المستقلة. هناك عدة مئات من بطولات دائرة النساء التابعة للاتحاد الدولي لكرة المضرب كل عام، منتشرة عبر جميع القارات الست المأهولة، بجوائز مالية تتراوح من 15،000 دولار أمريكي إلى 100،000 دولار أمريكي. اللاعبات اللواتي ينجحن في دائرة النساء التابعة للاتحاد الدولي لكرة المضرب يكتسبن نقاطًا كافية ليكنَّ مؤهلات للدخول في قرعة التأهل أو القرعة الرئيسية لبطولات WTA.
إلى عام 2011 كان دائرة التنس للسيدات المستوى المباشر دون الجولة الرئيسية لجمعية لاعبات التنس المحترفات، ولكن في عام 2012 قدمت جمعية لاعبات التنس المحترفات مستوى متوسط، بطولات 125 لجمعية لاعبات التنس المحترفات.
يوجد أيضًا دائرة الاتحاد الدولي للتنس للرجال، لكنها تشتمل فقط على بطولات Futures ذات المستوى الأدنى. البطولات الرجالية ذات المستوى المتوسط، والتي تعادل بطولات WTA 125 والأحداث ذات الجوائز الأكبر على دائرة الاتحاد الدولي للتنس للسيدات، تقع تحت رعاية ATP كجزء من جولة ATP Challenger.
في 2019، تم إجراء إصلاحات للدائرة، وتمت تسميتها آي تي إف وورلد تنس تور كاسم جديد شامل لبطولات برو سيركيت وجونيور سيركيت السابقة وستكون بمثابة مسار للاعبين بين لعبة الجونيور والمستويات العليا للتنس الاحترافي.
إطلاق الجولة هو ذروة سلسلة من الإصلاحات في الاتحاد الدولي للتنس المصممة لدعم اللاعبين الشباب الموهوبين في تقدمهم إلى اللعبة للكبار، واستهداف أموال الجوائز بفعالية في البطولات الاحترافية لتمكين المزيد من اللاعبين من كسب العيش كمحترفين.

## المواسم
| مواسم الطواف العالمي لكرة المضرب النسائية برعاية الاتحاد الدولي لكرة المضرب | مواسم الطواف العالمي لكرة المضرب النسائية برعاية الاتحاد الدولي لكرة المضرب | مواسم الطواف العالمي لكرة المضرب النسائية برعاية الاتحاد الدولي لكرة المضرب | مواسم الطواف العالمي لكرة المضرب النسائية برعاية الاتحاد الدولي لكرة المضرب | مواسم الطواف العالمي لكرة المضرب النسائية برعاية الاتحاد الدولي لكرة المضرب | مواسم الطواف العالمي لكرة المضرب النسائية برعاية الاتحاد الدولي لكرة المضرب | مواسم الطواف العالمي لكرة المضرب النسائية برعاية الاتحاد الدولي لكرة المضرب | مواسم الطواف العالمي لكرة المضرب النسائية برعاية الاتحاد الدولي لكرة المضرب | مواسم الطواف العالمي لكرة المضرب النسائية برعاية الاتحاد الدولي لكرة المضرب | مواسم الطواف العالمي لكرة المضرب النسائية برعاية الاتحاد الدولي لكرة المضرب |
| تسعينيات القرن العشرين                                                      | تسعينيات القرن العشرين                                                      | تسعينيات القرن العشرين                                                      | تسعينيات القرن العشرين                                                      | تسعينيات القرن العشرين                                                      | تسعينيات القرن العشرين                                                      | تسعينيات القرن العشرين                                                      | تسعينيات القرن العشرين                                                      | تسعينيات القرن العشرين                                                      | تسعينيات القرن العشرين                                                      |
| --------------------------------------------------------------------------- | --------------------------------------------------------------------------- | --------------------------------------------------------------------------- | --------------------------------------------------------------------------- | --------------------------------------------------------------------------- | --------------------------------------------------------------------------- | --------------------------------------------------------------------------- | --------------------------------------------------------------------------- | --------------------------------------------------------------------------- | --------------------------------------------------------------------------- |
| 1994                                                                        | 1995                                                                        | 1995                                                                        | 1996                                                                        | 1997                                                                        | 1998                                                                        | 1999                                                                        |                                                                             |                                                                             |                                                                             |
| العقد الأول من القرن 21                                                     |                                                                             |                                                                             |                                                                             |                                                                             |                                                                             |                                                                             |                                                                             |                                                                             |                                                                             |
| 2000                                                                        | 2001                                                                        | 2002                                                                        | 2003                                                                        | 2004                                                                        | 2005                                                                        | 2006                                                                        | 2007                                                                        | 2008 الربع الأول · الربع الثاني · الربع الثالث                              | 2009                                                                        |
| العقد الثاني من القرن 21                                                    |                                                                             |                                                                             |                                                                             |                                                                             |                                                                             |                                                                             |                                                                             |                                                                             |                                                                             |
| 2010 الربع الأول · الربع الثاني · الربع الثالث · الربع الرابع               | 2011 الربع الأول · الربع الثاني · الربع الثالث · الربع الرابع               | 2012 الربع الأول · الربع الثاني · الربع الثالث · الربع الرابع               | 2013 الربع الأول · الربع الثاني · الربع الثالث · الربع الرابع               | 2014 الربع الأول · الربع الثاني · الربع الثالث · الربع الرابع               | 2015 الربع الأول · الربع الثاني · الربع الثالث · الربع الرابع               | 2016 الربع الأول · الربع الثاني · الربع الثالث · الربع الرابع               | 2017 الربع الأول · الربع الثاني · الربع الثالث · الربع الرابع               | 2018 الربع الأول · الربع الثاني · الربع الثالث · الربع الرابع               | 2019 الربع الأول · الربع الثاني · الربع الثالث · الربع الرابع               |
| العقد الثالث من القرن 21                                                    |                                                                             |                                                                             |                                                                             |                                                                             |                                                                             |                                                                             |                                                                             |                                                                             |                                                                             |
| 2020 الربع الأول · الربع الثاني · الربع الثالث · الربع الرابع               | 2021 الربع الأول · الربع الثاني · الربع الثالث · الربع الرابع               | 2022 الربع الأول · الربع الثاني · الربع الثالث · الربع الرابع               | 2023 الربع الأول · الربع الثاني · الربع الثالث · الربع الرابع               | 2024 الربع الأول · الربع الثاني · الربع الثالث · الربع الرابع               | 2025 الربع الأول · الربع الثاني · الربع الثالث · الربع الرابع               |                                                                             |                                                                             |                                                                             |                                                                             |

## أكثر الفائزين بلقب البطولة في الطواف العالمي لكرة المضرب النسائية

### الفردي
| الألقاب | اللاعبة             |
| ------- | ------------------- |
| 33      | أرانتشا روس         |
| 30      | فرناندا بريتو       |
| 27      | هيش سو وي           |
| 27      | إيزابيلا شنيكوفا    |
| 26      | / رومينا أوبراندي   |
| 25      | كريستينا دينو       |
| 25      | ريكا لوكا جاني      |
| 24      | نوريا باريزاس دياز  |
| 23      | ماريا فرناندا ألفيس |
| 23      | ميهايلا بوزارنيسكو  |
| 23      | بيترا سيتكوفسكا     |
| 23      | فيكتوريا كان        |
| 23      | شانيل سيموندز       |
| 22      | كاسي ديلاكوا        |
| 22      | تيليانا بيريرا      |
| 21      | فيتاليا دياتشينكو   |
| 21      | كايا كانيبي         |
| 21      | دنيز خزانيك         |
| 21      | آنه شيفر            |
| 21      | باتريسيا ماريا تيغ  |
| 21      | شواي تشانغ          |
| 20      | صوفيا أرفيدسون      |
| 20      | ميليندا كزينك       |
| 20      | أناستازيا جريمالسكا |
| 20      | لوسي هراديكا        |
| 20      | آن كيوثافونج        |
| 20      | أندريا ميتو         |
| 20      | سوزانا أوندراسكوفا  |
| 20      | لورا بوس تيو        |

### الزوجي
| الألقاب | اللاعبة                |
| ------- | ---------------------- |
| 60      | ماريا إيروغيين         |
| 59      | ريناتا فوراكوفا        |
| 58      | ماريا فرناندا ألفيس    |
| 56      | ليزا مكشيا             |
| 55      | غابرييلا شميلينوفا     |
| 53      | لورا إيوانا بار        |
| 49      | ديانا بوزيان           |
| 49      | تشان تشين وي           |
| 48      | أولغا بروزدا           |
| 47      | لينا جورشيسكا          |
| 47      | فاليريا ستراخوفا       |
| 44      | إيما لين               |
| 44      | إريكا سما              |
| 44      | يانا سيزيكوفا          |
| 43      | ميرفانا يوجيتش سالكيتش |
| 43      | لورا بيجوسي            |
| 42      | \ أرينا روديونوفا      |